# غار ساکاجیا
غار ساکاجیا (به لاتین: Sakajia Cave Natural Monument) یک غار در گرجستان است.